# Borkowo-Falenta
Borkowo-Falenta – wieś w Polsce, położona w województwie mazowieckim, w powiecie przasnyskim, w gminie Czernice Borowe.
W skład sołectwa Borkowo-Falenta wchodzi także wieś Borkowo-Boksy
| SIMC    | Nazwa         | Rodzaj     |
| ------- | ------------- | ---------- |
| 0112940 | Borkowo-Boksy | przysiółek |

W latach 1975–1998 wieś administracyjnie należała do województwa ciechanowskiego.
Wierni Kościoła rzymskokatolickiego należą do parafii św. Jana Chrzciciela w Węgrze.